# TecDAX
Le TecDAX est un indice boursier qui mesure la performance des 30 plus grandes entreprises allemandes du secteur des technologies, à l'instar du Nasdaq aux États-Unis. Il était surnommé « SunDax » (sun : « soleil ») à cause du grand nombre de sociétés allemandes spécialisées dans la fabrication et la commercialisation des panneaux solaires qui y étaient inscrites jusqu'en 2012.